# ヴィンヴァイラー
ヴィンヴァイラー（独: Winnweiler）は、ドイツ連邦共和国ラインラント＝プファルツ州ドナースベルク郡にある町村。ヴィンヴァイラー連合自治体 (独: Verbandsgemeinde Winnweiler) の行政庁所在地である。
アルゼンツ川の上流部、カイザースラウテルンの北東約15kmに位置する。

## 姉妹都市
- - サン＝ローラン＝ヌーアン(Saint-Laurent-Nouan) （フランス ）